# Laqueus concentricus
Laqueus concentricus är en armfotingsart som beskrevs av Yoshitaka Yabe och Kishio Hatai 1936. Laqueus concentricus ingår i släktet Laqueus och familjen Laqueidae. Inga underarter finns listade i Catalogue of Life.